# Piedra de mar
Piedra de mar es una novela escrita por el venezolano Francisco Massiani y publicada en 1968 por la editorial Monte Ávila. Ha sido reeditada 17 veces y se ambienta en la ciudad de Caracas y en las playas de La Guaira mientras sigue a un grupo de adolescentes a lo largo de unos pocos días de sus vidas.

## Argumento
El libro se centra en algunos días de la vida de un grupo de amigos adolescentes en Caracas, Venezuela. Habla sobre sus expectativas de la vida, sus amores y desamores y sus relaciones con otros individuos pertenecientes a su grupo.

## Personajes
- Corcho
- Carolina
- José
- Kika
- Julia
- Marcos
- Largartija